# Південнонімецький монетний союз
Південнонімецький монетний союз (нім. Süddeutsche Münzverein) — монетний союз, створений в 1837 відповідно із Мюнхенським монетним договором (нім. Münchener Münzvertrag), який підписали держави південної та частини центральної Німеччини. Союз мав забезпечити уніфікацію фінансових систем учасників договору.

## Історія спілки

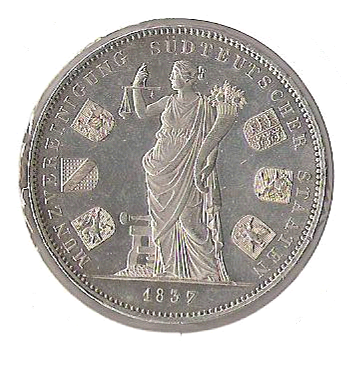
Баварський подвійний історичний талер або 3,5 гульдена 1837 на честь створення монетного союзу південнонімецьких держав. На реверсі монети герби держав-підписантів Баварії, Вюртемберга, Бадена, Гессена, Нассау та Франкфурта

Згідно з цим договором, Баварське і Вюртемберзьке королівства, Нассауське, Баденське і Гессенське герцогства, а також вільне місто Франкфурт в 1837 уніфікували свої грошові системи.
У 1838—1839 до союзу приєдналися Саксен-Мейнінгенське герцогство, Гогенцоллерн-Зігмарінгенське, Гогенцоллерн-Хехінгенське і Шварцбург-Рудольштадтське князівства та Гессен-Гомбурзьке ландграфство.
Основною розрахунковою ваговою одиницею, згідно з договором, прийнято кельнську марку чистого срібла (233,855 г). Монетна стопа складала 24,5 гульдени з однієї кельнської марки. Відповідно, 1 гульден містив близько 9,5 г чистого срібла. Розмінною монетою став крейцер. 60 крейцерів складали 1 гульден. У свою чергу різні держави, що входять до монетного союзу, карбували похідні крейцера — 1⁄2 та 1⁄4 крейцери, пфеніг і гелери.
Кроненталер, що раніше циркулював, демонетизований не був. Із введенням гульдена він був прирівняний до 162 крейцерів. Перерахунок та обмін раніше викарбуваних монет, які перебували в обігу, становив певну проблему для держав монетного союзу.
Більшість німецьких держав, які не увійшли до Південнонімецького монетного союзу, в 1838 підписали Дрезденський монетний договір. Таким чином, на території Німецького митного союзу одночасно функціонували дві грошові системи. Основною грошовою одиницею Дрезденського монетного союзу став союзний талер. Між талером та гульденом встановився чіткий обмінний курс: 2 талери прирівнювали до 3,5 гульденів. Відповідно, 1 талер північнонімецьких держав обмінювався на 1 гульден 45 крейцерів.
Мюнхенський монетний договір втратив свою силу в 1871 році, коли після переможної для Пруссії та її союзників Французько-прусської війни, усі німецькі держави (крім Австрії) були обєднані в єдиній державі — Німецькій імперії. В тому ж році в усій імперії було введено єдину валюту — золоту марку. Після введення марки, 1 гульден обмінювався на 1 марку 71 пфеніг.

## Співвідношення гульдена та інших грошових одиниць

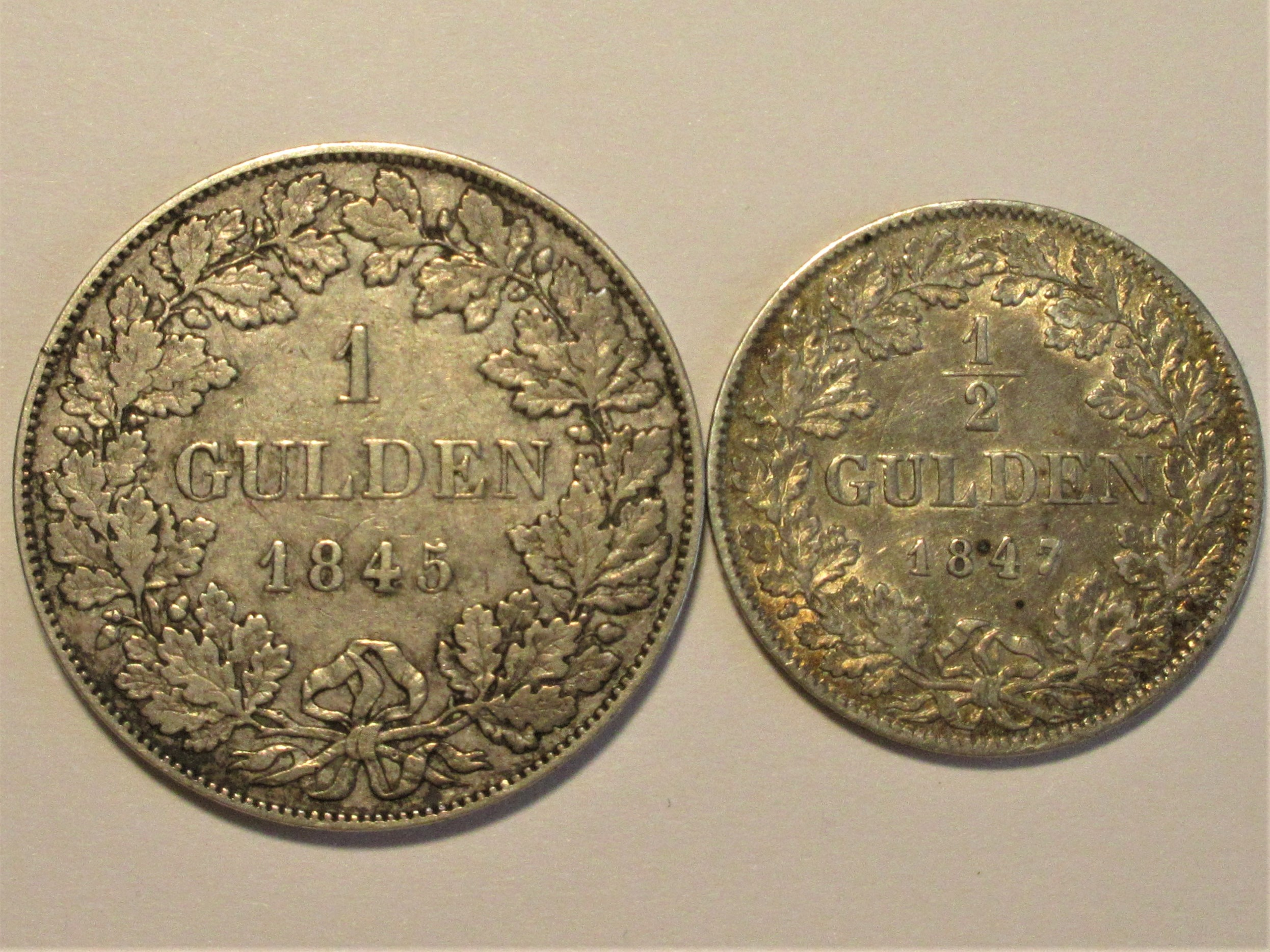
Гульден

- 1 крона = 15 гульденів 54 крейцери[3]
- 1 дукат = 5 гульденів 36 крейцерів[3]
- 1 кроненталер = 2 гульдени 42 крейцери[3]
- 1 конвенційний талер = 2 гульдени 24 крейцери[3]
- 1 союзний талер = 1 гульден 45 крейцерів[3]
- 1 гульден = 1,71 марки[3]